# Іоанн Гертнер
Іоанн Гертнер або Ян Ґертнер (пол. Jan Gertner) (? - 1757/58) — різьбяр XVIII ст. Разом з Мартином Урбаніком був свідком на весіллі Йозефа Штиля (пол. Józef Sztyl) з Катажиною Маркварт 26 червня 1757 року. Працював в основному у Львові.
Праці
- на думку Володимира Александровича, в 1756–1757 роках разом з Йоганом Георгом Пінзелем працювали над двома бічними вівтарями (святого Яна де Мата і святого Фелікса Валуа, обидвох називають також патріархами, оскільки вони були засновниками ордену[5]) в Монастирі тринітаріїв у Львові (роботи не збереглися);[6] раніше Катажина Бжезіна припускала, що ці роботи могли бути пов'язані з відновленням старих вівтарів, які пошкодила пожежа, також виготовленням нових різьб.[5]
- у 1755—1757 роках виготовив амвон (казальницю) та орнамент для двох вівтарів костелу Внебовзяття Пресвятої Діви Марії в Теребовлі
- разом з архітектором Бернардом Меретином працював над оздобленням палацу в Роздолі, який його власник — Міхал Жевуський, дідич Роздолу — називав «Франкополь».[3]